# Linepithema oblongum
Linepithema oblongum es una especie de hormiga del género Linepithema, subfamilia Dolichoderinae. Fue descrita científicamente por Santschi en 1929.
Se distribuye por Argentina, Chile y Bolivia. Se ha encontrado a elevaciones de hasta 3800 metros. Vive en microhábitats como nidos y el forraje.